# Stanisław Bukowiec
Stanisław Marcin Bukowiec (ur. 8 listopada 1972 w Bochni) – polski dziennikarz, polityk, działacz społeczny i samorządowiec, poseł na Sejm IX kadencji (2019–2023), sekretarz stanu w Ministerstwie Infrastruktury (od 2024).

## Życiorys
Jest absolwentem technikum budowlanego w Bochni oraz Wydziału Polonistyki Uniwersytetu Jagiellońskiego.
W 1993 założył Katolickie Stowarzyszenie Młodzieży Diecezji Tarnowskiej, był pierwszym prezesem tej organizacji. Był także sekretarzem i prezesem Bocheńskiego Klubu Sportowego. Został członkiem Towarzystwa Przyjaciół Chorych „Hospicjum im. bł. Edmunda Bojanowskiego”. Pełnił funkcję prezesa Ochotniczej Straży Pożarnej w Chodenicach, zasiadał też w zarządzie bocheńskiej OSP oraz w zarządzie osiedla Chodenice. Jako dziennikarz współpracował z licznymi redakcjami prasowymi i radiowymi. Redaktor i współredaktor publikacji książkowych, wydał też serię książek na temat straży pożarnej z obszaru małopolskich powiatów. Współorganizator licznych imprez kulturalnych, sportowych, charytatywnych.
Działacz samorządowego stowarzyszenia „Bochnia i Ziemia Bocheńska – Razem”. Od 1998 do 2002 był radnym i członkiem zarządu miasta w Bochni. W 2002 ponownie uzyskał mandat radnego, zrezygnował jednak w związku z objęciem funkcji zastępcy burmistrza miasta, którą pełnił do 2005 (został wówczas skazany na karę roku pozbawienia wolności z warunkowym zawieszeniem jej na dwa lata za przekroczenie uprawnień, grożenie policjantom i zmuszanie ich do odstąpienia od wykonywania czynności służbowych; skazanie to uległo zatarciu). 
W latach 2007–2011 prowadził własną działalność gospodarczą. W latach 2011–2014 był zastępcą wójta gminy Bochnia. W wyborach samorządowych w 2014 bezskutecznie ubiegał się o stanowisko burmistrza Bochni, został wówczas wybrany na radnego powiatu bocheńskiego.
Działał w Polsce Razem, przekształconej w 2017 w Porozumienie. W wyborach samorządowych w 2018 jako jego kandydat z listy PiS uzyskał mandat radnego Sejmiku Województwa Małopolskiego VI kadencji. W sejmiku był wiceprzewodniczącym komisji właściwej do spraw budżetu. Był również przewodniczącym rady nadzorczej Krakowskiego Parku Technologicznego.
W wyborach parlamentarnych w 2019 uzyskał mandat posła na Sejm IX kadencji. Startował z okręgu nr 15 (Tarnów) jako kandydat Porozumienia z ósmego miejsca na liście Prawa i Sprawiedliwości; otrzymał 12 449 głosów. W czerwcu 2021 został sekretarzem generalnym Porozumienia. W sierpniu tego samego roku, w związku z decyzją o wystąpieniu parlamentarzystów Porozumienia z KP PiS, współtworzył nowo powstałe koło parlamentarne swojej partii. W lipcu 2023 wraz z dwiema posłankami Porozumienia przystąpił do klubu parlamentarnego Koalicji Polskiej. Po kilku tygodniach wraz z tymi posłankami zrezygnował z członkostwa w Porozumieniu. W wyborach w tym samym roku nie uzyskał poselskiej reelekcji, startując z trzeciego miejsca tarnowskiej listy koalicji Trzecia Droga. Związał się z Polskim Stronnictwem Ludowym. W kwietniu 2024 kandydował także bez powodzenia z listy TD do sejmiku małopolskiego. W lipcu tego samego roku został powołany na stanowiska sekretarza stanu w Ministerstwie Infrastruktury oraz pełnomocnika rządu ds. przeciwdziałania wykluczeniu komunikacyjnemu.

## Odznaczenia
W 2009 odznaczony Brązową Odznaką „Zasłużony dla Ochrony Przeciwpożarowej”.

## Życie prywatne
Żonaty, ma dwoje dzieci.